# 1986 في بلجيكا
فيما يلي قوائم الأحداث التي وقعت خلال عام 1986 في بلجيكا.

## رياضة
- 25 مايو – جائزة بلجيكا الكبرى 1986 الفائز نايجل مانسيل.

## برامج ومسلسلات وأنمي
- السنافر

## مواليد

### يناير
- 10 يناير – كيرستن فليبكينس لاعبة كرة مضرب بلجيكية.

### فبراير
- 14 فبراير – يان باكيلانتس درّاج طريق بلجيكي.
- 21 فبراير – أميديو أمير بلجيكا، أرشيدوق النمسا وإستي

### مارس
- 4 مارس – توم دي مول لاعب كرة قدم بلجيكي.[1]

### أبريل
- 10 أبريل – فينسنت كومباني لاعب كرة قدم بلجيكي.[2]

### مايو
- 27 مايو – تيمو ديكامب

### يونيو
- 3 يونيو – سام فان روسوم لاعب كرة سلة بلجيكي.
- 8 يونيو – بن هيرمانز درّاج طريق بلجيكي.

### أغسطس
- 26 أغسطس – دي كليرك بارت درّاج طريق بلجيكي.

### نوفمبر
- 6 نوفمبر – توماس دي جيندت درّاج طريق بلجيكي.

## وفيات

### يناير
- 1 يناير – تشارلز يانسون (مواليد 1906) ممثل بلجيكي.

### أبريل
- 12 أبريل – فرانسوا نوفيل (مواليد 1912) درّاج طريق بلجيكي.

### مايو
- 31 مايو – جوزيف فان دام (مواليد 1901) درّاج طريق بلجيكي.

### نوفمبر
- 6 نوفمبر – جان بروير (مواليد 1919) درّاج طريق بلجيكي.